# Joel Makin
Joel Makin, né le 27 octobre 1994 à Haverfordwest, est un joueur professionnel de squash représentant le pays de Galles. Il atteint le 4e rang mondial en juin 2025, son meilleur classement. Il est champion du pays de Galles en 2016 et 2021.

## Biographie
Tout au long de la saison 2018, il progresse au classement et atteint le 3e tour à l'US Open s'inclinant face au 2e mondial Ali Farag. La semaine suivante au Channel VAS Championships, il remporte son 1er tour face à Raphael Kandra puis crée au 2e tour une énorme surprise en battant en trois jeux  le no 1 mondial et champion du monde Mohamed El Shorbagy, vainqueur la semaine précédente de l'US Open. Il enchaîne lors du Qatar Classic avec une victoire au 2e tour face au vainqueur du British Open et 6e mondial Miguel Ángel Rodríguez lors d'un match de 106 minutes. Au Tournoi des champions 2019, il mène deux jeux à zéro et 4 points à trois face à l'ancien champion du monde Karim Abdel Gawad, récent vainqueur du tournoi platinum Black Ball Squash Open 2018, avant d'être obligé d'abandonner à cause d'une blessure à la cheville lors d'un choc. Il rentre pour la première fois dans le top 20 en février 2019. En septembre 2019, il se qualifie pour la première fois en finale d'un tournoi PSA Silver, l'Open de France mais s'incline en finale face à Paul Coll. Le mois suivant, lors de l'Open d'Égypte, il bat le 3e joueur mondial Tarek Momen et se hisse pour la première fois en demi-finale d'un tournoi platinum.
En mars 2020, il intègre pour la première fois le top 10. En mars 2021, il atteint pour la première fois la demi-finale d'un tournoi platinum le tournoi Black Ball Squash Open, après avoir écarté le no 2 mondial Mohamed El Shorbagy en quart de finale.
En octobre 2021 à l'occasion du quart de finale de l'US Open, il bat le champion du monde et no 1 mondial Ali Farag. En mars 2023, à l'occasion du tournoi Canary Wharf Squash Classic, il bat le no 2 mondial Diego Elías et le 
no 1 mondial Mostafa Asal. En octobre 2024, il remporte son premier tournoi Gold, le Silicon Valley Open 2024. En juin 2025, il remporte le World Series Finals, tournoi réunissant les 8 meilleurs joueurs de l'année,.

## Palmarès

### Titres
- World Series Finals : 2025
- Open de Pittsburgh: 2025
- Silicon Valley Open 2024
- Open de Manchester : 2 titres (2022, 2024)
- Open de Calgary 2023
- Championnats britanniques : 2 titres (2021, 2024)
- Championnats du pays de Galles : 2016, 2021

### Finales
- Grasshopper Cup : 2023
- Canary Wharf Squash Classic : 2023
- Jeux du Commonwealth : 2022
- Squash on Fire Open masculin 2022
- Open de Manchester : 2021
- Open international de squash de Nantes : 2019
- Open de Chicago de squash : 2017
- Championnats britanniques : 2020